# Nazionale femminile di pallavolo dell'Algeria
La nazionale femminile di pallavolo dell'Algeria è una squadra africana composta dalle migliori giocatrici di pallavolo dell'Algeria ed è posta sotto l'egida della Federazione pallavolistica dell'Algeria.

## Rosa
Segue la rosa delle giocatrici convocate per le qualificazioni mondiali ai Giochi della XXXI Olimpiade (girone B).
| N° | Nome               | Ruolo | Data di nascita   | Squadra        |
| -- | ------------------ | ----- | ----------------- | -------------- |
| 1  | Chahla Benmokhtar  | C     | 30 dicembre 1997  | Seddouk Béjaïa |
| 2  | Jasmin Belguendouz | S     | 11 giugno 1997    | MTV Stoccarda  |
| 5  | Fahima Brahmi      | C     | 2 marzo 1993      | CRR Toudja     |
| 6  | Zahra Guimour      | C     | 22 novembre 1996  | GS Chlef       |
| 7  | Chettout Kahina    | P     | 20 maggio 1992    | GS Pétroliers  |
| 8  | Dallal Achour      | C     | 3 novembre 1994   | GS Chlef       |
| 9  | Chanez Ayadi       | P     | 8 febbraio 1994   | NC Béjaïa      |
| 10 | Safia Imadali      | S     | 15 giugno 1997    | Oefly Volley   |
| 11 | Yasmine Abderrahim | C     | 16 aprile 1999    | ASW Béjaïa     |
| 12 | Safia Boukhima     | S     | 10 gennaio 1991   | GS Pétroliers  |
| 13 | Nawal Mansouri     | L     | 1º agosto 1985    | MB Béjaïa      |
| 16 | Wissem Dali        | L     | 1º settembre 1995 | MB Béjaïa      |
| 18 | Kahina Messaoudene | C     | 15 luglio 1992    | ASW Béjaïa     |
| 19 | Kahina Arbouche    | C     | 4 settembre 1993  | ASW Béjaïa     |

## Risultati

### Competizioni FIVB
| 1964 | non qualificata | -            |
| 1968 | non qualificata | -            |
| 1972 | non qualificata | -            |
| 1976 | non qualificata | -            |
| 1980 | non qualificata | -            |
| 1984 | non qualificata | -            |
| 1988 | non qualificata | -            |
| 1992 | non qualificata | -            |
| 1996 | non qualificata | -            |
| 2000 | non qualificata | -            |
| 2004 | non qualificata | -            |
| 2008 | 11º posto       | Convocazioni |
| 2012 | 11º posto       | Convocazioni |
| 2016 | non qualificata | -            |

| 1952 | non qualificata | -            |
| 1956 | non qualificata | -            |
| 1960 | non qualificata | -            |
| 1962 | non qualificata | -            |
| 1967 | non qualificata | -            |
| 1970 | non qualificata | -            |
| 1974 | non qualificata | -            |
| 1978 | non qualificata | -            |
| 1982 | non qualificata | -            |
| 1986 | non qualificata | -            |
| 1990 | non qualificata | -            |
| 1994 | non qualificata | -            |
| 1998 | non qualificata | -            |
| 2002 | non qualificata | -            |
| 2006 | non qualificata | -            |
| 2010 | 21º posto       | Convocazioni |
| 2014 | non qualificata | -            |

| 1973 | non qualificata | -            |
| 1977 | non qualificata | -            |
| 1981 | non qualificata | -            |
| 1985 | non qualificata | -            |
| 1989 | non qualificata | -            |
| 1991 | non qualificata | -            |
| 1995 | non qualificata | -            |
| 1999 | non qualificata | -            |
| 2003 | non qualificata | -            |
| 2007 | non qualificata | -            |
| 2011 | 11º posto       | Convocazioni |
| 2015 | 12º posto       | Convocazioni |
| 2019 | non qualificata | -            |
| 2023 | non qualificata | -            |

### Competizioni CAVB
| 1976 | 4º posto        | Convocazioni |
| 1985 | non qualificata | -            |
| 1987 | non qualificata | -            |
| 1989 | 3º posto        | Convocazioni |
| 1991 | non qualificata | -            |
| 1993 | non qualificata | -            |
| 1995 | non qualificata | -            |
| 1997 | non qualificata | -            |
| 1999 | non qualificata | -            |
| 2001 | non qualificata | -            |
| 2003 | 4º posto        | Convocazioni |
| 2005 | non qualificata | -            |
| 2007 | 2º posto        | Convocazioni |
| 2009 | 1º posto        | Convocazioni |
| 2011 | 2º posto        | Convocazioni |
| 2013 | 6º posto        | Convocazioni |
| 2015 | 2º posto        | Convocazioni |
| 2017 | 6º posto        | Convocazioni |
| 2019 | 5º posto        | Convocazioni |
| 2021 | non qualificata | -            |
| 2023 | 5º posto        | Convocazioni |

### Competizioni zonali
| 1978 | 1º posto        | Convocazioni |
| 1987 | ?               | -            |
| 1991 | ?               | -            |
| 1995 | ?               | -            |
| 1999 | non qualificata | -            |
| 2003 | 5º posto        | Convocazioni |
| 2007 | 1º posto        | Convocazioni |
| 2011 | 1º posto        | Convocazioni |
| 2015 | 5º posto        | Convocazioni |
| 2019 | non qualificati | -            |
| 2024 | 5º posto        | Convocazioni |

| 1975 | 5º posto        | Convocazioni |
| 1979 | non qualificata | -            |
| 1983 | 6º posto        | Convocazioni |
| 1987 | non qualificata | -            |
| 1991 | non qualificata | -            |
| 1993 | non qualificata | -            |
| 1997 | non qualificata | -            |
| 2001 | non qualificata | -            |
| 2005 | non qualificata | -            |
| 2009 | 7º posto        | Convocazioni |
| 2013 | non qualificata | -            |
| 2018 | 9º posto        | Convocazioni |
| 2022 | 10º posto       | Convocazioni |

| 1985 | ?        | -            |
| 1992 | ?        | -            |
| 1997 | 2º posto | Convocazioni |
| 1999 | ?        | -            |
| 2011 | 2º posto | Convocazioni |
| 2023 | 1º posto | Convocazioni |

### Competizioni estinte
| 1993 | non qualificata | -            |
| 1994 | non qualificata | -            |
| 1995 | non qualificata | -            |
| 1996 | non qualificata | -            |
| 1997 | non qualificata | -            |
| 1998 | non qualificata | -            |
| 1999 | non qualificata | -            |
| 2000 | non qualificata | -            |
| 2001 | non qualificata | -            |
| 2002 | non qualificata | -            |
| 2003 | non qualificata | -            |
| 2004 | non qualificata | -            |
| 2005 | non qualificata | -            |
| 2006 | non qualificata | -            |
| 2007 | non qualificata | -            |
| 2008 | non qualificata | -            |
| 2009 | non qualificata | -            |
| 2010 | non qualificata | -            |
| 2011 | non qualificata | -            |
| 2012 | non qualificata | -            |
| 2013 | 20º posto       | Convocazioni |
| 2014 | 28º posto       | Convocazioni |
| 2015 | 27º posto       | Convocazioni |
| 2016 | 28º posto       | Convocazioni |
| 2017 | 32º posto       | Convocazioni |